# 省水花園

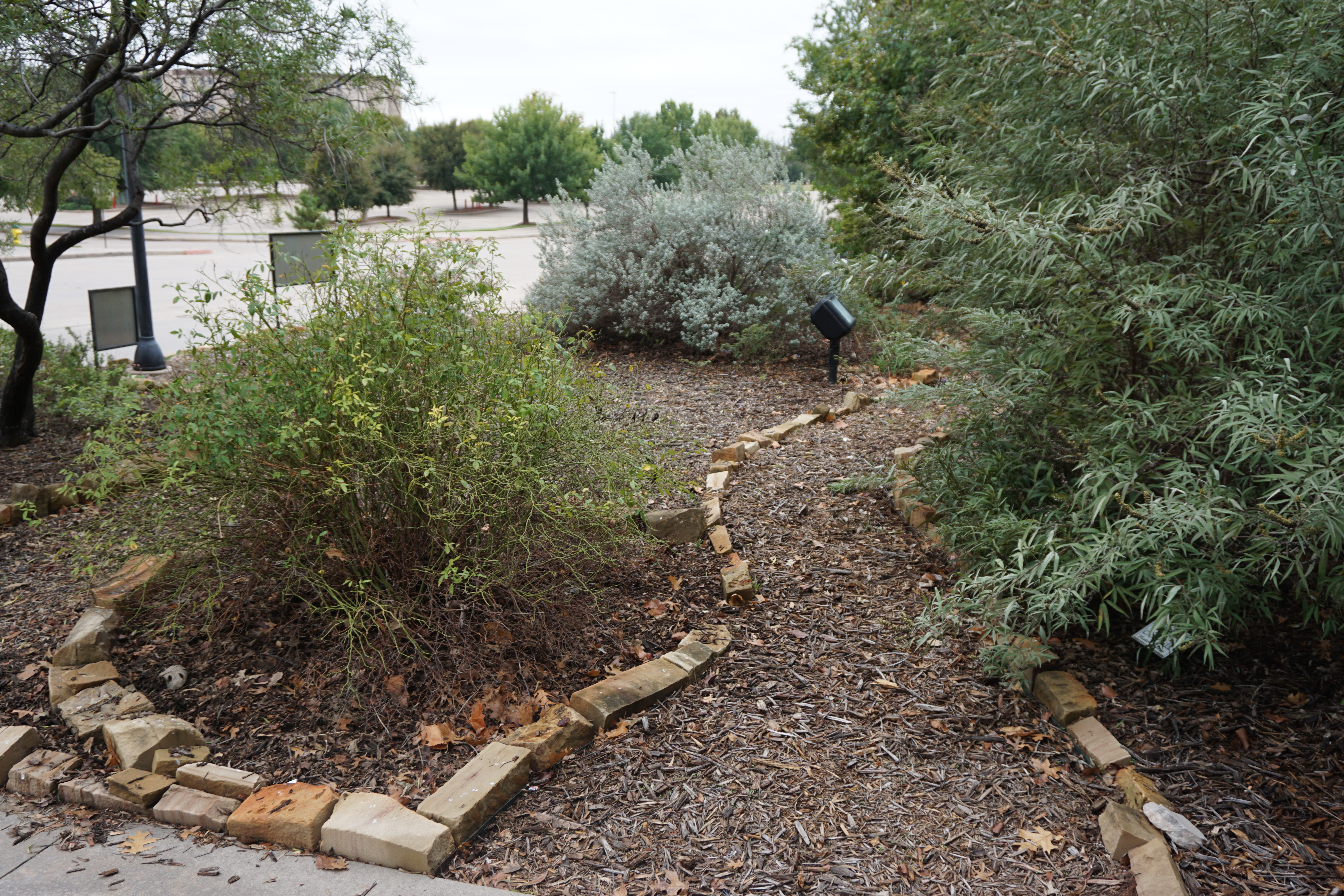
仙人掌是低水耗的植物之一

省水花園，是園林綠化和園藝，減少或省去了用水灌溉需求。省水花園可替代各類傳統園藝不具備的方便，豐富，或可靠的淡水的需求。
在一些地區，諸如節水型景觀、耐旱園林、綠化。省水花園不同於美化自然，因為在省水花園強調的是選擇植物為節約用水，也不一定適合一般的植物。
省水花園的公眾的看法已普遍否定的，因為許多人認為，這些類型的景觀是醜陋或限制。但是研究表明，教育節水的做法在花園裡可以大大提高省水花園公眾的看法。

## 優點
- 水耗降低：省水花園使用比普通草坪的景觀水少三分之二。[4]
- 減少維護：除了偶爾除草，省水花園不需要很多的時間和精力來維持。[5]
- 在適當的種植設計：與土壤分級和覆蓋省水花園植物，以保持雨量充分利用。[5]
- 保持少成本：省水花園需要較少的肥料和設備，特別是由於減小的草坪區。[5]
- 減少浪費和污染：不需要施放化學肥料有利於城市徑流污染。[4]

## 缺點
- 它可能不符合現代美學。[6]
- 縮小活動面積：減少草坪面積限制花園的休閒娛樂區。
- 某些植物：如仙人掌和龍舌蘭含有刺或鋸齒狀的邊緣可能傷害寵物和兒童。
- 初始投資成本：[3]

## 省水花園的設計原則
省水花園七大設計原則，因為擴展到簡單，使用更少的水概念來創建景觀。

### 1.規劃和設計：
創建一個圖表，按比例繪製，顯示景觀的重要元素，包括房子，車道，人行道，甲板或天井，現有樹木和其他元素。
一旦現有站點的基礎方案已經確定，創立了概念規劃（氣泡圖）的顯示區域的草坪，常年床，意見，屏風，山坡等進行的是。一旦完成，那強化了區域在適 當的規模做了種植計劃的發展。

### 2.土壤改良：
大多數植物將受益於使用堆肥，這將有助於土壤保持水分。 一些沙漠植物碎石喜歡代替土壤精心修訂的土壤。植物要么適應土壤或土壤應加以修訂，以適應植物。

### 3.有效的灌溉：
省水花園可以有效地用手或用自動灌溉系統進行灌溉。使用噴霧、滴線或起泡器的發射器是最有效的澆灌樹木，灌木，花卉和地被。
如果用手澆水，最有效的噴頭釋放大滴緊貼地面。避免振盪拋出高水在空氣中或釋放細水霧噴頭等噴頭。
通過使用自動噴水系統，調整控制器每月以適應天氣條件。此外，安裝傳感器下雨時以切斷澆水設備。

### 4.適當的植物和區域的選擇：
不同的區域在一個院子裡接收不同數量的光，風和濕度。為了最大限度地減少水的浪費，放置在符合這些要求的區域。放適量水，利用植物在低窪地區的排水，落水管附近，或在其他植物的陰影。種植各種不同高度的植物，顏色和紋理創造的興趣和美感。

### 5.土壤覆蓋物：
在花園的土壤表面鋪上覆蓋物，可以使植物的根部保持涼爽，防止土壤表面結成硬皮，使土壤水份的蒸發降到最低及抑制雜草的生長。有機的覆蓋物，像是樹皮屑或木屑，大約覆蓋5-10公分厚即可。纖維狀的覆蓋物，可以形成網狀蓋住地表，可減輕風雨對土壤的侵蝕。無機的覆蓋物，像是岩石或礫石，大概要覆蓋5-7.5公分厚。在植物的周圍使用石頭做為覆蓋物，會令覆蓋區變的比較熱，應儘量少用這種覆蓋方式。

### 6.有限草皮領域：
使用適當的草和限制草的量，以減少澆水和維護要求。

### 7.保養：
草坪需要春天和秋天曝氣隨常規施肥每6至8週。保持草的高度為3英寸。喬木，灌木和多年生植物需要偶爾修剪去除死莖，促進開花或控制高度和蔓延。大部分除去植物材料可以分解並在堆肥堆使用。

## 草坪和省水花園
省水花園景觀提供了可替代的過度使用草坪，但都沒有被廣泛接受，因為這意味著什麼花園要有很大草坪的先入為主的觀念。其實省水花園可以包括草坪，只要豎立具有防風林效果的圍籬。
修剪草皮應留下10到15公分高，可以減少地面水份蒸發。

## 另請參見
- 原生植物
- 園藝
- 永續農業

### 引用
1. ↑  《省水花園建造實用指南》，作者：彼得．羅賓森/著 譯者：高慧雯，2001年10月05日，貓頭鷹出版社，7頁
2. ↑  《省水花園建造實用指南》，作者：彼得．羅賓森/著 譯者：高慧雯，2001年10月05日，貓頭鷹出版社，8頁
3. 1 2  McKenny, Cynthia; Terry, Jr, Robert.  (PDF). HortTechnology. Oct–Dec 1995, 5 (4): 327–329  [2015-05-23]. （原始内容存档 (PDF)于2018-12-18）.
4. 1 2  "City of Mesa, Arizona." Solving Your Most Common Irrigation Problems. City Of Mesa Arizona. Web. 25 Nov. 2014. <http://www.mesaaz.gov/conservation/convert.az%5B%5D
5. 1 2 3  McCracken, Maureen. "Xeriscape: An Introduction." Master Gardeners of Mecklenburg County NC. Meckelburg County, 1 Feb. 2009. Web. 25 Nov. 2014. <http://www.mastergardenersmecklenburg.org/xeriscape-an-introduction%5B%5D.
6. ↑  Galbraith, Kate. "Bills Aim to Douse HOAs' Xeriscaping Restrictions, by Kate Galbraith." The Texas Tribune. 31 Jan. 2013.
7. 1 2 3 4 5 6 7 8 9 10  "Xeriscape Plans." Xeriscape Plans. Denver Water. <http://www.denverwater.org/Conservation/Xeriscape/XeriscapePlans/ （页面存档备份，存于）>.
8. ↑  《省水花園建造實用指南》，作者：彼得．羅賓森/著 譯者：高慧雯，2001年10月05日，貓頭鷹出版社，12頁

### 書目
- 《省水花園建造實用指南》，作者：彼得．羅賓森/著 譯者：高慧雯，出版日期：2001年10月5日，貓頭鷹出版社
- Xeriscaping gains favor among lawn experts - San Antonio Express-News （页面存档备份，存于）
- University of Arizona Cooperative Extension Bulletin AZ1048
- （页面存档备份，存于） Landscape Plants for the Desert Climate, 2010, AMWUA
- （页面存档备份，存于） LandscapeWithStyle.com, 2009, AMWUA

## 外部連結
- Xeriscape Landscaping
- Drought Smart Plants （页面存档备份，存于）
- Xeriscape Plants For Central Texas
- Back to Natives Restoration a 501(c)3 （页面存档备份，存于） (Irvine, California)
- American Water Works Association
- H2ouse Portuguese Web Archive的存檔，存档日期2016-05-18
- Center for the Study of the Built Environment's Water-Conserving Landscapes Project

### 國家計劃
- NCSU Extension Drought Tolerant Plants （页面存档备份，存于）
- Xeriscape Council of New Mexico （页面存档备份，存于）
- City of Albuquerque
- Texas Agricultural Extension Service （页面存档备份，存于）
- Southern Nevada Water Authority
- Colorado State University Cooperative Extension